# Миланов, Александр Александрович
Александр Александрович Миланов — мурманский поэт, переводчик саамских поэтов, журналист, краевед, автор книг. Член союзов журналистов и писателей (с 1993).

## Биография
Родился в селе Уральское Запорожской области УССР, рос в Казахстане. Служил на Северном флоте, затем остался жить в Мурманске. Свои стихи публиковал в газете «Североморская правда». Любил женщин, вино и рыбалку. Первый сборник стихов, «Два крыла», увидел свет в 1977 году. После него был удачный сборник «Созвездие мамы». Написал серию очерков «Рыбацкая бывальщина», книгу о рыбалке «Отрада моя, рыбалка»
Погиб в Серебрянской тундре, провалившись под лёд во время рыбалки, похоронен в Мурманске.

## Память
На доме в центре Мурманска, где жил А. А. Миланов, установлена мемориальная доска (ул. Коминтерна).